# Blepharida
Blepharida là một chi bọ cánh cứng trong họ Chrysomelidae.
Chi này được Chevrolat miêu tả khoa học năm 1837.

## Các loài
Các loài trong chi này gồm:
- Blepharida arabica Medvedev, 1996
- Blepharida bryanti Furth, 1998
- Blepharida franclemonti Furth, 1992
- Blepharida gabrielae Furth, 1998
- Blepharida hinchahuevosi Furth, 1998
- Blepharida humeralis Furth, 1998
- Blepharida johngi Furth, 1998
- Blepharida judithae Furth, 1998
- Blepharida lineata Furth, 1998
- Blepharida notozonae Furth, 1998
- Blepharida parallela Furth, 1998
- Blepharida schlectendalii Furth, 1998
- Blepharida sonorana Furth, 1998
- Blepharida sonorstriata Furth, 1998
- Blepharida unami Furth, 1998
- Blepharida variegatus Furth, 1998
- Blepharida verdea Furth, 1998
- Blepharida xochipala Furth, 1998